# Jervis Bay Territory

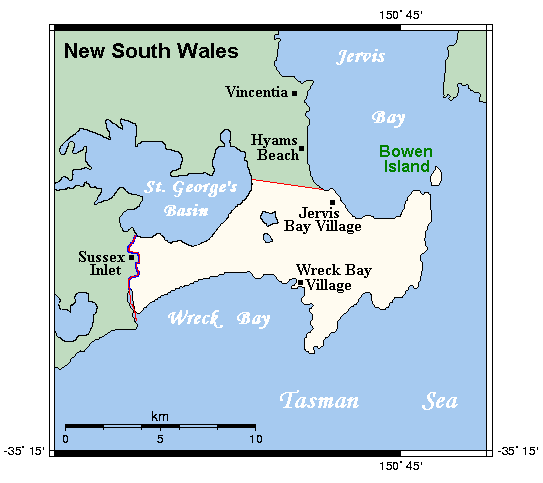
Karta över Jervis Bay Territory.

Jervis Bay Territory, territorium i Australien. Fram till 11 maj 1989 var det en del av Australian Capital Territory, och det använder fortfarande i huvudsak dess lagar, och räknas in i underlaget för dess representation i representanthuset. Området inköptes 1915 av det Australiska samväldet från New South Wales för att ge huvudstaden en hamn.
Territoriet hade 391 invånare vid folkräkningen 2016, de flesta anställda vid flottbasen HMAS Creswell.
I territoriet finns nationalparken Booderee National Park. 

### Fotnoter
1. 1 2  ”Jervis Bay” (på engelska). 2016 Census QuickStats. Australian Bureau of Statistics. Arkiverad från originalet den 7 november 2017. https://web.archive.org/web/20171107015920/http://www.censusdata.abs.gov.au/census_services/getproduct/census/2016/quickstat/SSC90003?opendocument. Läst 6 november 2017.
2. ↑  ”States of Australia” (på engelska). World Statesmen. http://www.worldstatesmen.org/Australian_States.html#Jervis. Läst 29 december 2012.